# 彭伯利谋杀案
彭伯利谋杀案（英語：Death Comes to Pemberley）是一部英国电视剧，改编自P·D·詹姆斯著的同名小說。故事延續自简·奥斯汀所著的《傲慢與偏見》，设定在達西先生和伊丽莎白小姐婚后6年的1803年10月，讲述了正坐马车前往彭伯利庄园的乔治·韦翰和丹尼上校爆发争论后，响起了两声枪响（韦翰的妻子也在场），马车消失在丛林中。听到这个消息，达西派出小组搜索丛林，发现心烦意乱的韦翰正歇斯底里地拥着丹尼的尸体，說自己殺了丹尼。
该剧分为三集，从2013年12月26日起在英國廣播公司第一台播出三天
。